# フランツ・フォン・メラン

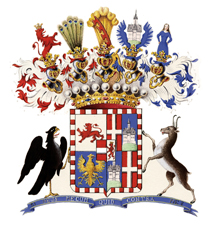
メラン伯の紋章

フランツ・ルートヴィヒ・ヨハン・バプティスト・グラーフ（伯爵）・フォン・メラン、フライヘア（男爵）・フォン・ブラントホーフェン（Franz Ludwig Johann Baptist Graf von Meran, Freiherr von Brandhofen, 1839年3月11日 - 1891年3月27日）は、オーストリア＝ハンガリー帝国の貴族。ハプスブルク＝ロートリンゲン家の庶系の1つメラン伯爵家（Grafen von Meran）の初代当主。

## 生涯
オーストリア皇帝フランツ1世の弟ヨハン大公とその妻でシュタイアーマルク地方の平民の娘だったアンナ・プロッフルの間の一人息子として生まれた。母親の身分が極めて低いため、両親の結婚は完全な貴賤結婚であり、フランツは皇帝家の一員として認められず、母親が授けられたブラントホーフェン男爵の姓を名乗った。1845年12月30日になって、フランツはメラン伯爵に陞爵した。1861年には終身のオーストリア貴族院議員となり、翌1862年には父ヨハン大公の個人資産の相続を認められた。
1862年7月8日にオッテンシュタインにおいて、ランベルク伯爵夫人テレジア（1836年 - 1913年）と結婚し、間に4男3女の7人の子女をもうけた。指揮者のニコラウス・アーノンクールはフランツの曾孫にあたる。